# 콩나물불고기
콩나물불고기는 콩나물을 넣어 만든 매콤한 고기 요리이다. 얇게 썬 삼겹살이나 차돌박이로 만든다.

## 역사
1980년대 전주에서 콩나물불고기 음식점들이 성업했다. 2008년 말 프랜차이즈 음식점 "콩불"이 문을 열면서 다시 대한민국에서 인기 있는 음식이 되었다.

## 만들기
삼겹살이나 차돌박이를 굽다가 콩나물을 넣고, 대파, 양파, 깻잎 등과 고추장 양념을 넣어 익혀 만든다.

## 같이 보기
- 한국 요리
- 김치
- 고추장